# Чемпионат Кыргызстана по волейболу среди мужчин
Чемпионат Кыргызстана по волейболу среди мужчин — ежегодное соревнование мужских волейбольных команд Кыргызстана. До 2008 первенство разыгрывали сборные городов и областей. С 2009 года проводится среди клубных команд.
Организатором является Федерация волейбола Кыргызской Республики, проводящая чемпионат в двух лигах — Национальной и Высшей.

## Формула соревнований
Чемпионат 2022 состоял из предварительного и финального этапов. На предварительной стадии команды играли в два круга. 4 лучшие вышли в финальный этап и в однокруговом турнире определили призёров.
В Национальной лиге принимали участие 8 команд: «Отор» (Ош), «Сулейман-Тоо ОшГУ» (Ош), «Кадамжай», «ЕРЕМ-Датка-Алай» (Бишкек), «Ак-Суу», «Улар» (Бишкек), «Салам-Алик» (Бишкек), «Жаны-Муун» (Каракол).

## Чемпионы среди клубов
- 2009 «Салам-Алик» Бишкек
- 2010 «Салам-Алик» Бишкек
- 2011 «Салам-Алик» Бишкек
- 2012 «Салам-Алик» Бишкек
- 2013 «Салам-Алик» Бишкек
- 2014 «Ош-Бажы» Ош
- 2015 «Ош-Бажы» Ош
- 2016 «Жаны-Муун» Каракол
- 2017 ЕРЕМ Бишкек
- 2018 ЕРЕМ Бишкек
- 2019 ЕРЕМ Бишкек
- 2020 чемпионат не завершён, итоги не подведены
- 2021 «Отор» Ош
- 2022 «Отор» Ош